# Pinnaspis musae
Pinnaspis musae är en insektsart som beskrevs av Sadao Takagi 1963. Pinnaspis musae ingår i släktet Pinnaspis och familjen pansarsköldlöss.
Artens utbredningsområde är Filippinerna. Inga underarter finns listade i Catalogue of Life.